# VRT 1
VRT 1 è un'emittente televisiva pubblica belga in lingua olandese di proprietà della VRT, che detiene anche Ketnet, VRT Canvas e diverse emittenti radiofoniche. Il canale è privo di pubblicità ma in alcuni programmi vengono inseriti brevi messaggi relativi agli sponsor.
Il canale ha un carattere generalista e trasmette serie televisive, telegiornali, programmi d'intrattenimento e d'attualità. L'emittente era nota con il nome di VRT TV1 fino al 21 gennaio 2005, quando entrò in vigore il nome Één, che rimase in vigore fino al 2023.

## Annunciatrici
Eén è una delle circa 20 emittenti televisive europee che ancora utilizzano le annunciatrici. Ce ne sono cinque regolari che annunciano i programmi sia presentandosi in video che come voci fuori campo, ogni giorno dall'ora di pranzo fin verso la mezzanotte.
Nel 2012 le annunciatrici erano:
- Andrea Croonenberghs
- Evy Gruyaert
- Geena Lisa Peeters
- Eva Daeleman
- Saartje Vandendriessche

## Palinsesto

### Belgi
- 1000 Zonnen
- Blokken (programma televisivo)
- Dans Mondial
- Debby and Nancy's Happy Hour
- De bedenkers
- De Laaste Show
- De Pappenheimers
- De Rode Loper
- De Slimste Mens ter Wereld
- De Zevende Dag
- Eurosong
- F.C. De Kampioenen
- Flikken
- Gentse Waterzooi
- Het Journaal
- Koppen
- Man Bijt Hond
- Peter Live
- Sportweekend
- Studio 1 op zondag
- Thuis
- Tomtesterom
- Villa Politica
- Vlaanderen Vakantieland
- Volt (programma televisivo)
- Witse

### Internazionali
- 3rd Rock from the Sun
- Bergerac
- Desperate Housewives
- Doc Martin
- Doctor Who
- Mersey Beat
- Monarch of the Glen
- Neighbours
- The Bill
- The Nanny
- The Saint
- Sold
- 'Allo 'Allo
- MVP
- Are You Being Served?
- Primeval
- Married... with Children

## Loghi

1953-1960
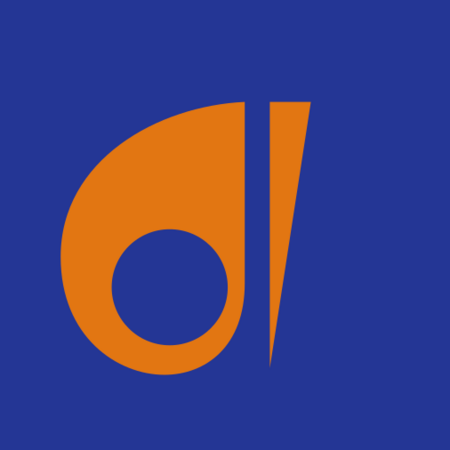
1977-1982
1982-1988
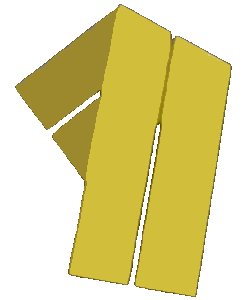
1988-1990
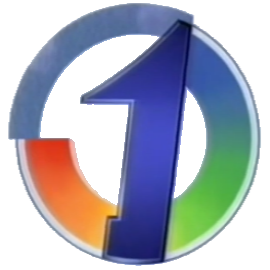
1990-1995
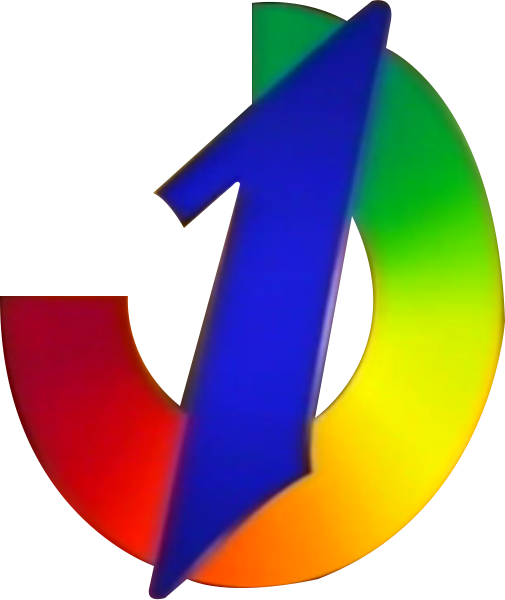
1995-1997
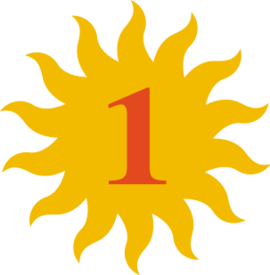
1997-2001
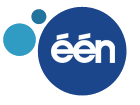
2007-2009
2009-2015
2015-2019
2019-2023
2023